# Johann Schimmelbauer
Johann Schimmelbauer (* 1902; † 1978, auch Hans Schimmelbauer) war ein deutscher parteiloser Kommunalpolitiker.

## Leben
Schimmelbauer war von 1952 bis 1964 Bürgermeister der Gemeinde Garching a.d.Alz. Von 1964 bis 1969 war er Landrat des Landkreises Altötting.
Schimmelbauer wirkte auch als Kreisheimatpfleger und Heimatforscher.